# 9189 Hölderlin
9189 Hölderlin este un asteroid din centura principală, descoperit pe 10 septembrie 1991, de Freimut Börngen.